# VII. Magnus norvég király
VII. Magnus Eriksson (1316 áprilisa – 1374. december 1.) norvég király 1319-től 1355-ig, és svéd király 1319-től 1363-ig IV. Magnus néven. Svéd trónja védelmében meg kellett küzdenie a lázadó nemesekkel, akiket több idegen király, elsősorban a dán IV. Valdemár támogatott. Nevéhez fűződik az első svéd törvénytár, a Lanslag kiadása és alatta érte el a középkori Svédország legnagyobb kiterjedését.

| „               | Megh választák Magnus királt, az híres Erik hercegnek fiát, ámbár nem vala bizon, túl az hároméves koron | ” |
| – Rímes krónika | |   |

## Élete
A norvég király, V. Haakon leányának, Ingeborgnak és a svéd Birger Magnusson király öccsének, Erik Magnussonnak volt a fia. V. Haakon halála után (1319) elismerték Norvégia és Svédország királyának. Két országát Matts Kettilmundsson, a régens kormányozta, amíg 1332-ben el nem érte a nagykorúságot. És ezzel kezdetüket vették az anyagi gondok, amelyek Magnus egész uralkodását végigkísérték. A pénzhiány rákényszerítette Magnust, hogy mind a svéd, mind a norvég koronáját elzálogosítsa a Hanza-szövetségbeli Lübeck városánál, amely magas uzsorakamatot szedett a zálogtárgyakért. Nagyobb kölcsönt sikerült szereznie a királynak a pápai kamarától is; ám amikor ezt nem tudta visszafizetni a megszabott időn belül, hitelezője kiközösítette. Magnus hamarosan a svéd nemességet is maga ellen fordította, amikor felemelte az adókat, hogy 1332-ben megvásárolhassa Skåne dán tartományt (ma Svédország legdélebbi része). Skånéért, Blekingéért és Halland egyes részeiért Magnusnak a kor viszonyaihoz képest hatalmas összeget kellett fizetnie: 34 000 színezüst márkát vagy 170 000 márkát ércpénzben. Kezdetben jónak látszott az üzlet, de hosszú távon, amikor a tartozás kiegyenlítésére került sor, ez a vásár a legsúlyosabb gazdasági nehézségeket idézte elő. Mégis: a király egy ideig a maival teljesen azonos kiterjedésű Svédországnak, valamint Norvégiának és Finnországnak volt királya. Birodalmának határai nyugaton Bergenig, keleten Viborgig, északon Nordkapig, délen pedig Öresundig nyúltak. 
Ám uralkodásának voltak jó oldalai is: 1335-ben és 1344-ben egy-egy rendeletet hozott, amelyek a parasztok jogbiztonságát foglalják magukba. Az előbbi a "szokásossá vált súlyos megpróbáltatásokat" említi, amelyeket a parasztoknak ki kellett állniuk, s amelyek "felette nagy szomorúságukra szolgálnak", és nyomatékosan kimondja, hogy "Svédország népe pedig békében éljen". A rendelet elsősorban a vendégeskedés – pontosabban: a hívatlan, erőszakos vendégeskedés – ellen irányult.
Ezeket a határozatokat ismételte meg részben az 1344. évi ún "Uppsalai rendelet". Ennek értelmében a király engedélye nélkül senki sem járhatja "teljesen felszerelve" az országot. A püspököknek továbbra is megmaradt a harminc ló, de egy királyi hivatalnok a király távollétében csak 45 lóval utazhatott.
Mivel Magnus minden idejét Svédországban töltötte, a norvég főnemesség 1343-ban kieszközölte, hogy a fia, Haakon kövesse a norvég trónon, aki VI. Haakon néven lett uralkodó, miután Magnus 1355-ben lemondott a norvég koronáról (addig társuralkodó volt). 1349-ben a pestis járvány tombolt az országban. 1348 és 1351 között sikertelen háborút vívott Novgoroddal. A király új nemzeti törvénykönyvet vezetett be (1350) a tartományi törvények összevonásával, és ebben ugyan a nemesség jogait erősítette meg, de 1352-ben bosszúságot okozott a főuraknak az egyház és a földbirtokosok gazdasági hatalmának megnyirbálásával. Ellenfelei élére saját fia Erik állt (1356), és támogatta őket IV. Valdemár dán király, valamint 1356 után IV. Ince pápa is.
Magnus végül kénytelen volt Erik társuralkodóvá tenni (1357), svéd királysága mintegy felét átengedni, és engedményeket tenni a nemességnek. Ezután békét kötött IV. Valdemárral, és fiát, VI. Haakont 1359-ben összeházasította Valdemár leányával, Margittal, előkészítve Norvégia, Svédország és Dánia 1397-ben létrejött egységét, a kalmari uniót.
Miután újra összefogott IV. Valdemárral – aki 1360-ban elárulta, amikor visszafoglalta Skånét, 1361-ben Ölandot és Gotlandot – , Magnus még egyszer megpróbálta megerősíteni saját pozícióját a nemességgel szemben, és korlátozni a svéd főurak hatalmát. A nemesség válaszul Magnus unokaöccsének, Mecklenburgi Albertnak  ajánlotta fel a koronát, és katonai támadásba lendült, Magnust pedig megfosztotta a tróntól.
A kibontakozó konfliktusban Magnus fogságba  esett 1365-ben, a börtönből írott leveleiben arról panaszkodik hogy bilincsbe verték, és "vasbékók" gyötrik. Hat évnyi kegyetlen fogság után, 1371-ben 12 000 ezüstmárkáért bocsátották szabadon a stockholmi kastély tömlöcéből, amikor is Norvégiába távozott. Itt, hajdani birodalmában tölthette utolsó, komor éveit: "Elárvult lélek lett, senki egy jó szót nem szólt róla és életéről". Halála is életéhez hasonlóan drámai volt: hajója nem messze Hagesundtól a Bömmel-fjordban süllyedni kezdett. A király a vízbe vetette magát, és míg a hajó egész legénysége hullámsírban lelte halálát, neki sikerült kievickélni a partra, de ott "görcsrohamot kapott, és kilehelte lelkét". Egyedül tehát ő kerülhetett megszentelt földbe, amit csodának értelmeztek, s ezért "az egyszerű emberek szentnek tartották őt".

## Gyermekei
A király 1335-ben házasodott össze Namuri Blankával (1320 – 1363. nyara), aki négy gyermeket szült neki:
- Erik[11] (1339 – 1359. június 21.)
- Haakon[11] (1340 augusztusa – 1380. május 1.)
- leány[11] (†fiatalon)
- leány[11] (†fiatalon)